# Pennisetum monostigma
Pennisetum monostigma är en gräsart som beskrevs av Pilg.. Pennisetum monostigma ingår i släktet borstgräs, och familjen gräs. Inga underarter finns listade i Catalogue of Life.